# Mund Art Theater – Thorsten Wszolek
Das Mund Art Theater – Thorsten Wszolek ist eine Unterhaltungs-Produktionsfirma, deren Träger seit 2000 die M.A.T. Mund Art Theater GmbH in Neu-Isenburg ist. Es wurde im Jahr 1994 unter dem Namen "Neu-Isenburger Mundart-Ensemble" von Thorsten Wszolek gegründet, der seitdem Künstlerischer Leiter und seit 2000 Geschäftsführer der GmbH ist. Zum M.A.T. gehören das Mainhatten Pops Orchester und der Theater- und Musikverlag Grant Media Publishing, bei dem die Musiken, Arrangements und Texte von Thorsten Wszolek selbst rechtlich geschützt sind.
Das Theater versteht sich als reine Produktionsfirma und unterhält kein eigenes Bühnenhaus. Die meisten Premieren finden jedoch in der Hugenottenhalle Neu-Isenburg statt, die von einem Großteil des Publikums als Mund Art Theater angesehen wird. Die Produktionen laufen nur wenige Tage in Neu-Isenburg und werden anschließend an andere Theater, Stadthallen und Bürgerhäuser verkauft.
Das privatwirtschaftliche Unternehmen finanziert sich durch den Verkauf von Eintrittskarten und die Lizenzierung der Produktionen an andere Häuser. Als öffentliche Bezuschussung erhält das Theater 4.500,00 EUR pro Jahr durch die Stadt Neu-Isenburg. Außerdem existiert ein Freunde und Förderer des Neu-Isenburger Mundart-Ensembles und seinem Mainhatten Pops Orchester e.V.
Bereits im Jahr 2000 wurde das M.A.T. mit dem Kulturpreis ausgezeichnet.
Die Jubiläumsgala zum 10-jährigen Bestehen Mundart Deluxe wurde 2004 vom hr-fernsehen aufgezeichnet und am 1. Januar 2005, zur besten Sendezeit um 20:15 Uhr gesendet. Seitdem wird sie regelmäßig in den dritten Programmen wiederholt.

## Ensemble
Zum M.A.T. gehören ca. 20 feste Darsteller. Zahlreiche Prominente haben in den vergangenen Jahren Gastrollen übernommen oder sind feste Ensemble-Mitglieder geworden. Zum Orchester gehören 27 feste Musiker. Je nach Anforderung wird es auf bis zu 60 Instrumentalisten vergrößert.

### Prominente feste Ensemble-Mitglieder und Gäste
- Ralf Benson, 1999 (bekannt aus der Fernsehserie Gute Zeiten, schlechte Zeiten)
- Igor Dolgatschew, 2008–2009 (bekannt aus der Fernsehserie Alles was zählt)
- Heinz Günter Heygen, 2006–2007
- Jacob Sisters, 1998 und 2000
- Norman Kalle, seit 2007 (bekannt aus den Fernsehserien Gute Zeiten – Schlechte Zeiten und Alles was zählt)
- Stefan König, 2007 (bekannt aus der Fernsehserie Gute Zeiten – Schlechte Zeiten)
- Frank Lehmann, seit 2003
- Tobias Licht, 2002–2004 (bekannt aus der Fernsehserie Unter uns)
- Mathias Münch, 2001–2007
- Raúl Richter, 2011 (bekannt aus Gute Zeiten – Schlechte Zeiten)[5][6]
- Roman Roth, 2003 (bekannt aus Gute Zeiten – Schlechte Zeiten)
- Peer Schmidt, 2001
- Friedrich Schoenfelder, 2000–2001
- Andreas Stenschke, 2000 (bekannt aus den Fernsehserien Verbotene Liebe und Die Anrheiner)

## Repertoire
Das M.A.T. spielt zwar alle Produktionen in Frankfurter (bzw. Rhein-Main-)Neuhessisch, ist aber kein Volks- oder Bauerntheater im eigentlichen Sinne. Vielmehr werden hier großes und internationales Boulevardtheater und renommierte Musicals persifliert, bzw. parodiert. Darüber hinaus werden neue Sprech- und Musiktheaterstücke entwickelt, produziert und somit zur Welturaufführung gebracht.
Neben dem eigentlichen Theaterspielbetrieb veranstaltet das Mainhatten Pops Orchester Konzerte und Konzerttourneen.
Der Spielplan ist strukturiert aufgebaut. Im Oktober findet mit einem Schwank, bzw. einer Boulevard-Komödie die Saison-Premiere statt. Hierbei berücksichtigt Wszolek maßgeblich die Autoren Arnold und Bach oder Ray Cooney, sofern nicht Werke seiner eigenen Feder gespielt werden. Im Dezember folgt ein Musical oder eine Weihnachtsgala. Am ersten Sonntag im Jahr findet das Neujahrskonzert statt. Im April kommt eine Gala mit Bewirtung, und Mitte Juni beendet das M.A.T. die Saison wieder mit einer Komödie oder einem Lustspiel.

### En Bembel voll...
Seit dem Jahr 2010 veranstaltet das M.A.T. teilweise mehrmals jährlich die Reihe "En Bembel voll...", einem Format, das in seinen Grundzügen und in seiner Aufmachung stark an die hr-Fernsehsendung "Zum Blauen Bock" erinnert. Wszolek tritt hierbei ebenso wie Heinz Schenk in hessischen Apfelwein-Trachten-Anzügen auf und ist Dreh- und Angelpunkt des Abends. Hierbei erinnert er gerne an Heinz Schenk, zitiert ihn und erzählt Anekdoten der guten alten Zeit der großen TV-Samstagabend-Unterhaltung. Er vermeidet aber, Heinz Schenk zu imitieren und bleibt stets er selbst. Dazu begleitet er sich am Klavier und leitet das Orchester, wie es im Fernseh-Original meist der große Franz Grothe getan hat. Weitere Mitwirkende stammen aus dem eigenen Ensemble. Die Bewirtung im Saal wird durch die Familienkelterei Possmann und dem Apfelwein Solzer, einem Frankfurter Traditionslokal übernommen.
Übers Jahr heißen die Veranstaltungen "En Bembel voll Spaß", zu Weihnachten "En Bembel voll Christmas" und das traditionelle Sommer-Open-Air auf dem Firmengelände der Apfelwein-Kelterei Possmann "En Bembel voll Musik".

### Konzeption
Der anhaltende Erfolg ist vermutlich mit den grotesken Gegensätzen zu erklären: Kleinkunsthafte Satire, aber dennoch pompöses Ausstattungstheater mit großem Sinfonie-Orchester in Fliege und Frack und das alles in oft sehr, sehr derbem Dialekt.

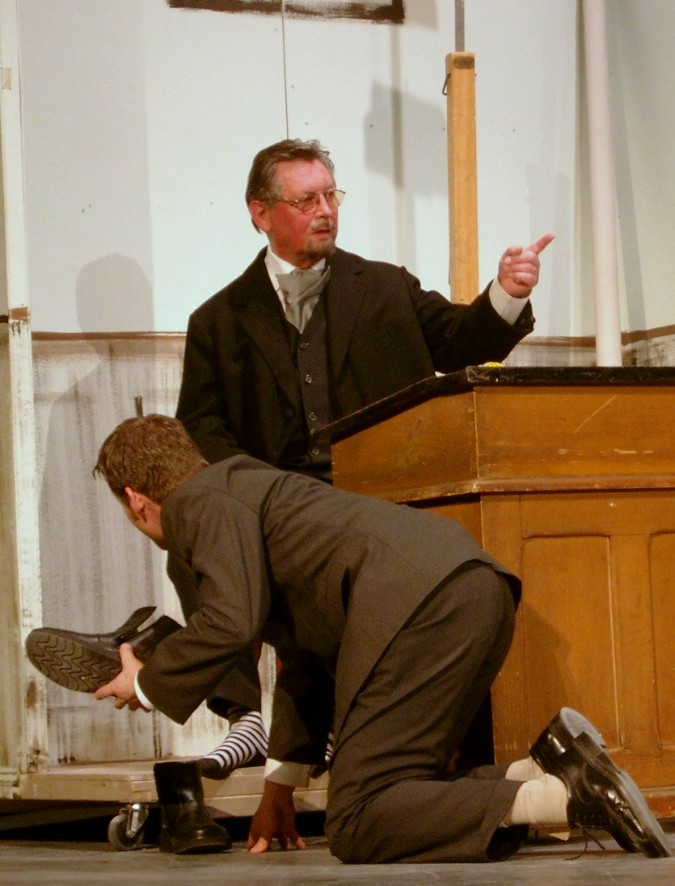
Die Feuerzangenbowle, Premierenproduktion 2004, oben Werner F. Krause als Prof. Bömmel, unten Sascha Kaspar als Rudi Knebel

### Uraufführungen
- Friedhofsgärtner, Satire von Thorsten Wszolek, UA 1994
- Crazy Hotel, Comedy Musical von Thorsten Wszolek mit zusätzlichen Liedtexten von Werner F. Krause nach der Posse Pension Schöller von Carl Laufs und Wilhelm Jacoby, UA 1995
- Mei Fair Lissbeth, Comedy Musical mit Musik von Thorsten Wszolek, Liedtexte von Werner F. Krause, Buch von Werner F. Krause und Thorsten Wszolek, UA 1996
- Die Mundart Weihnachtsgeschichte, Märchenmusical von Thorsten Wszolek mit zusätzlichen Liedtexten von Werner F. Krause und Mathias Münch nach A Christmas Carol von Charles Dickens, UA 1997
- 8 1/2 Neu-Isenburger, Volksstück von Thorsten Wszolek, UA 2002
- Die Feuerzangenbowle, Musical mit Musik und Buch von Thorsten Wszolek und Liedtexten von Werner F. Krause und Mathias Münch nach dem gleichnamigen Roman von Heinrich Spoerl und dem berühmten Heinz-Rühmann-Film, UA 2004
- Die Lokalbahn, Musical von Thorsten Wszolek nach dem gleichnamigen Theaterstück von Ludwig Thoma, UA 2008

### „Verbembelte“ Musicals (Highlights)
- Es poppisch Mariesche (Mary Poppins), UA 1998
- E Dutt voll Mücke (La Cage Aux Folles), UA 2001

## CD-Produktionen
(Quelle:)
- Crazy Hotel (Highlights), 1999
- Crazy Hotel – Mundart-Ensemble hr4-BRD-Tournee, 2000
- Amrum – Konzert der Mainhatten Pops auf der Nordfriesland, 2000
- Souvenirs, Souvenirs! – Höhepunkte der musikalischen Zeitreise von 1948-1963, 2010
- En Bembel voll Spaß (Maxi-CD), 2012[15]

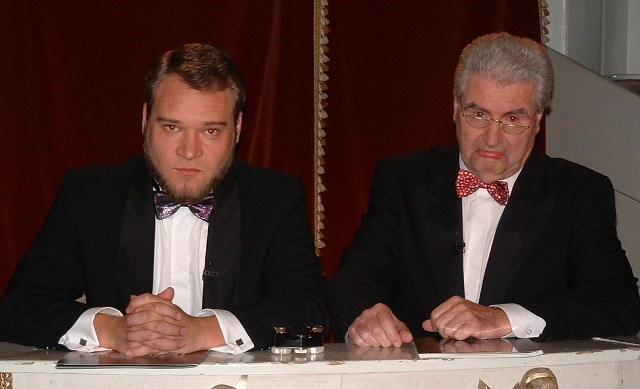
Mundart Deluxe, hr-fernsehen/Mund Art Theater (links Thorsten Wszolek, rechts Frank Lehmann)

## Fernsehauftritte
- Hessenschau, Hessenstudio Live und Maintower, seit 1999 fortlaufend, hr-fernsehen
- Adventskonzert der Mainhatten Pops im Big-Brother-Haus, 3. Dezember 2000, premiere world, RTL und RTL II
- Hallo RTL, seit 2003 fortlaufend, RTL
- Mundart Deluxe (Untertitel: Berühmte hessische Musical auf dem Weg zum Broadway oder 10 Jahre Neu-Isenburger Mundart-Ensemble), 1. Januar 2005, hr-fernsehen